# Stenolicmus
Stenolicmus (Стенолікмус) — рід риб з підродини Sarcoglanidinae родини Trichomycteridae ряду сомоподібні. Має 2 види. наукова назва походить від грецьких слів stenos, тобто «вузька», та likmos — «сито».

## Опис
Загальна довжина представників цього роду коливається від 1,9 до 29,5 см. Голова сплощена зверху, довжина становить 14,9—17,9 % загальної довжини тіла. На морді розташовано одонтоди (шкіряні зубчики). Очі помірно великі. Є пари вусів, які сягають передніх одонтодів або переднього краю очей. На зябрових кришках є 6—7 одонтодів. Тулуб витягнутий, стиснутий з боків. Спинний плавець відносно широкий. Черевні плавці мають 3—4 м'яких промені. Хвостовий плавець з довгими й нерозгалуженими променями, має виїмку.
Забарвлення сіре або світло-коричневе з малюнками з плям на морді та хвостовому стеблі.

## Спосіб життя
Це бентопелагічні риби. Полюбляють прісні води. Зустрічаються в середніх річках. Тримаються піщаного й кам'янистого дна. Активні у присмерку та вночі. Живляться рослинними залишками, безхребетними, рідше — дрібною рибою.

## Розповсюдження
Мешкають у річці Апере (Болівія) та нижній частині басейну річки Амазонка (Бразилія).

## Види
- Stenolicmus ix
- Stenolicmus sarmientoi